# Горохов, Философ Александрович
Философ Александрович Горохов (1796 или 1800, Енисейск — не ранее 1857, Томск) — томский предприниматель-золотопромышленник. Миллионер и один из самых влиятельных людей Томска середины XIX века, с 1848 года купец I гильдии, имел прозвище «томский герцог».

## Биография
Родился, по разным сведениям, в 1796 или 1800 году в бедной дворянской семьи. Его отец, Александр Михайлович выслужил дворянство в 1813 году.
По крайней нужде родителей образования не получил, начав трудовую деятельность в 1809 году. В Нарымском уездном суде, где служил его отец, получил низший гражданский чин 14-го класса в Табели о рангах - коллежского регистратора. В 1824—1833 годах был в Канске окружным начальником; с 1832 года — коллежский асессор.
С 1833 — Томский губернский прокурор; в 1838 году был переведён в Витебск. В отставку вышел в чине коллежского советника.
В 1828 году получил орден Святой Анны 3-й степени «за приобретение в пользу казны значительных выгод при покупке провианта в военные магазины». Также имел орден Святого Владимира 4-й степени.
Женился на дочери крупного золотопромышленника Аполлона Евтихиевича Филимонова — Олимпиаде (ок. 1814–1847). Занялся золотодобычей в компании своего тестя Филимонова и полковника И. Ф. Атопкова (Отопкова). Сотрудничал также с И. Д. Асташевым, С. Сосулиным, И. Базилевским.
Ввиду указания императором Николаем I на нежелательность совмещения государственной службы и предпринимательской деятельности Горохов в чине коллежского асессора вышел в отставку. Годовая добыча компании составляла 48 пудов золота в 1848 году, 68 пудов в 1849 году. Вырученные деньги вкладывались снова в дело, компания стала активно привлекать займы, по которым платила 50-100 %% годовых. В целях достижения своих предпринимательских целей Горохов активно использовал свои прежние служебные связи.
При сборе средств на строительство Томского кафедрального собора Ф. Горохов внёс 1576 рублей 5,5 копеек, перед этим внес 50 рублей на строительство нового архиерейского дома в Богородице-Алексеевском монастыре.
В Томске Горохов выстроил роскошный дом, разбил вокруг дома волшебный сад, письма современников описывают его достопримечательности — светлый пруд с лодочным катанием, с перекинутой через него прозрачной танцевальною залой и статуями крылатых коней на мосту, оранжерею с вызревающим виноградом и фигами, с тропическими цветами, аллеи из акаций, увитые цветами беседки с надписями «Убежище уединения», «Храм любви», с украшенными картинами из натуральных камней стенами. На свои именины 31 мая и на именины жены Олимпиады 25 июля в своем саду Горохов устраивал грандиозные приемы.

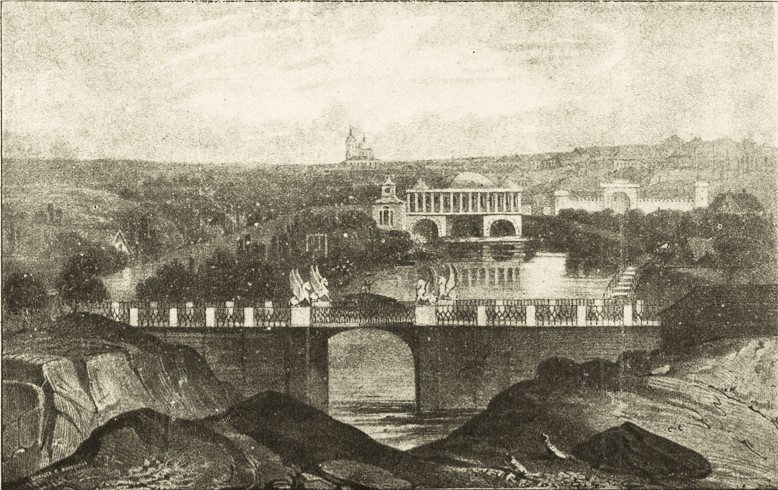
Сад Ф. Горохова в Томске 1840-е годы

На протяжении 10 лет Ф. А. Горохов был виднейшим жителем Томска. В печати много писали также о показной безумной роскоши Горохова, о пошлых надписях в интерьерах его владений, про библиотеку с раскрашенными картонными муляжами книг, про фарфоровые тарелки с видами окрестностей гороховского сада (изготовленные на собственном Горохова заводе вблизи Томска) и хрустальные бокалы вместительностью, равной бутылке шампанского...

Горохов вел такую роскошную жизнь, что в Томске ни до, ни после него так не жил никто. Золото компаньоны сыпали горстями, зато и оно к ним лилось рекой. Богатый и бедный несли ему свои сбережения, и проценты он платил невероятные: от 50 до 100 в год. После краха у компании оказался дефицит более двух миллионов— «Сибирский вестник»

Отсутствие образования и наличность большого капитала уже сами по себе определяли вкусы хозяина, а природный ум, тщеславие и широта натуры давали им направление и развитие. Внешность и показная сторона, столь легко вызывавшая шум восторгов, удивления и поклонения, неизбежно должны были встать на первый план. И Горохов занялся этой внешностью, пустив в ход всю свою изобретательность— А. В. Адрианов

Быстро в руках Горохова составился огромный капитал. Внешний блеск, с которым он жил, соответствовал его операциям и должен был поддерживать обаяние публики... сад его был первый в Сибири; здесь он в павильоне, переброшенном вместо моста через пруд, задавал лукулловы обеды; гости ели с тарелок, виньетки на которых изображали тот самый гороховский сад с Томском на втором плане; шампанское лилось в саженные бокалы, стоявшие на полу подле стульев гостей и вмещавшие по целой бутылке... В праздники первый визит все делали Горохову, потом уж губернатору, и сам губернатор во главе предварительно у него в квартире собравшейся бюрократии ехал первый отдать визит Горохову...— Г. Н. Потанин
В 1850 году над компанией Горохова было учреждено Опекунское управление под наблюдением Томского окружного суда. В 1855 году суд вынес решение о банкротстве компании. Погашение долгов компании, возврат кредитов и т. п. тянулось много лет, вскрывались злоупотребления, взятки и прочее. Дом Горохова с участком перешли в собственность Томского общественного собрания, выстроившем на этом месте здание Общественного собрания (в советское время — Дом офицеров).
Покинутый, разорённый, сломленный морально и «удручённый подагрой» Ф. А. Горохов дожил свой век в небольшом домике рядом со своими прежними хоромами.
В 1887 году с грустью сообщалось, что ещё три года назад в летнем театре гороховского сада шли представления, теперь же сад запущен окончательно. В начале XX века в саду ещё стояли скамейки, в киосках продавалось мороженое, напитки и кондитерские изделия. В 1904 году остатки гороховского сада ещё прослеживались — К. Н. Евтропов в свой книге «История Троицкого кафедрального собора в Томске» упоминает, что «Жалкие остатки этого сада и пруда принадлежат теперь Дистлеру».

## Семья
Сестра — Павла Александровна Горохова (1808–1858). Замужем за Дмитрием Ильичем Потаниным (1792–1842), есаулом казачьего полка Сибирского линейного войска, родным братом путешественника, топографа исследователя Центральной Азии Н.И.Потанина.
Дети:
- дочь — Ольга (род.1835). Замужем (с 1856) за Модестом Маврикиевичем Кониаром.
- сыновья[4]: Аполлон, губернский секретарь. Его жена — Мария Васильевна, урожд. Падалка (ок.1853–1880), дочь енисейского губернатора Василия Кирилловича Падалки; Владимир, бывш. подпоручик; Валериан, бывш. прапорщик, служащий — начальник почтово-телеграфной конторы[5]; Василий, губернский секретарь.